# 카트라이더: 드리프트
《카트라이더: 드리프트》는 넥슨이 제작한 레이싱 카트 경주 게임이다. 2004년 게임 《크레이지레이싱 카트라이더》의 후속작으로 X019에서 정식 공개됐다. 카트라이더 DRIFT는 기존 카트라이더와 달리 글로벌 크로스 플레이다. 게임 엔진은 언리얼 엔진 4이다. 2025년 6월 16일, 공식 서비스 종료를 발표하였다.

## 개발 및 출시
《카트라이더: 드리프트》는 2019년 12월 4일 마이크로소프트의 행사 X019에서 공식적으로 공개됐다. 전세계에 동시출시하며 시리즈 최초로 콘솔에 발매하며 크로스 플랫폼을 지원한다고 발표했다.
공식 출시 이전 전세계로 클로즈 베타 서비스를 여러 차례 실시했다. 2019년 12월 6일에 1차 베타 서비스가 시작해 9일에 종료했다. 2차 클로즈 베타는 2020년 6월 4일부터 10일까지 진행됐다. 3차 클로즈 베타는 2021년 12월 9일부터 15일까지 진행됐다.
2023년 1월 12일 프리시즌 출시 후, 같은 해 3월 9일 정식 출시되었다.

## 참조

### 주해
1. ↑  영어: KartRider Drift